# Йоан Драговитийски
Йоан е български православен духовник, драговитийски епископ, игумен на Рилската света обител.

## Биография
Роден на 24 юни 1925 година във Варна, България, със светското име Кръстю Петров Николов. Учи в немско училище във Варна. От 1939 година учи в Софийската духовна семинария, а след завършването ѝ в 1945 година започва да учи в Богословския факултет на Софийския университет, който завършва в 1949 година.
На 24 март 1945 година, в последния клас на семинарията, в катедралния храм „Свети Димитър“ в Сливен е постриган от митрополит Евлогий Сливенски в монашество с името Йоан под духовното ръководство на йеромонах Серафим Алексиев. Причислен е към братството на Рилската света обител. Докато учи в университета на 16 февруари 1946 година в Рилския манастир е ръкоположен за йеродякон от епископ Флавиан Знеполски и служи като празничен дякон в църквата „Света Параскева“ в София. След като завършва университета работи като книговодител в Рилския манастир. На 17 февруари 1951 година в Рилската обител митрополит Филарет Ловчански го ръкополага за йеромонах.
От 1 март 1952 година служи като протосингел на Ловчанската митрополия. На 19 август 1953 година е отличен с архимандритска офикия. От 1 януари 1956 година до 31 октомври 1968 година е протосингел на Софийската митрополия при патриарх Кирил Български. През 1965 година е представител на Българската православна църква на Втория Ватикански събор в Рим. Епископ Йоан е дългогодишен участник в диалога с Католическата църква.
От 1 ноември 1968 година до 31 октомври 1970 година е игумен на Рилския манастир.
Възведен е в епископство с титла драговитийски на 1 юли 1969 година в Рилския манастир по време на литургията за 500-годишнината от връщането на мощите на Свети Йоан Рилски от Търново в манастира.
От 20 април 1970 година е втори викарий на софийския митрополит и български патриарх Кирил, а след това на патриарх Максим. От 1974 до 1979 година е ректор на Духовната академия „Свети Климент Охридски“. След това от 1980 до 1983 година е викарий на митрополит Стефан Великотърновски. От 1983 до 1988 година е председател на църковното настоятелство на патриаршеската катедрала „Свети Александър Невски“. От 1 юли 1988 година до смъртта си отново е игумен на Рилския манастир. По време на неговото игуменство, с постановление на Министерския съвет от 24 април 1991 година, е възстановен монашеският статут на манастира, който през 1961 г. е одържавен и превърнат в национален музей, а в 1968 година само частично върната на църквата. Епископ Йоан полага големи усилия за възвръщането на собствеността на манастира – земи, гори, сгради.
По време на разкола в Българската православна църква от 1992 до 1993 година е управляващ Неврокопската епархия.
Умира на 13 ноември 2005 година в Болница „Лозенец“ в София, след като на 11 ноември 2005 година е намерен в килията си в кома с тежък мозъчен инсулт. Погребан е в Рилския манастир.